# Bende Zsolt
Bende Zsolt (Budapest, 1926. május 23. – Budapest, 1998. június 27.) magyar operaénekes (bariton).

## Életpályája
Tanulmányait a Zeneakadémián végezte 1948–1955 között Révhegyi Ferencné és dr. Sipos Jenő osztályában. 1956-ban a Szegedi Nemzeti Színház, 1957-ben pedig a Magyar Állami Operaház alkalmazta, magánénekesként. 1974-ben egyetemi docens lett a Zeneakadémia ének szakán. Pályafutása során végigénekelte a repertoár csaknem valamennyi jelentős bariton szólamát a lírai szerepkörtől a vígoperai hősökön át a nagy karakterszerepekig. Európa számos operaházában vendégszerepelt. Énekelt oratóriumokat is. Számos hanglemez készítésében működött közre, ezek közül hat a Francia Akadémia nagydíjában részesült. Zsűrizett énekversenyeken és számos mesterkurzust is tartott.

## Díjai, elismerései
- Liszt Ferenc-díj (1966)
- Székely Mihály-emlékplakett (1970)
- Érdemes művész (1971)
- Kiváló művész (1990)

## Főbb szerepei

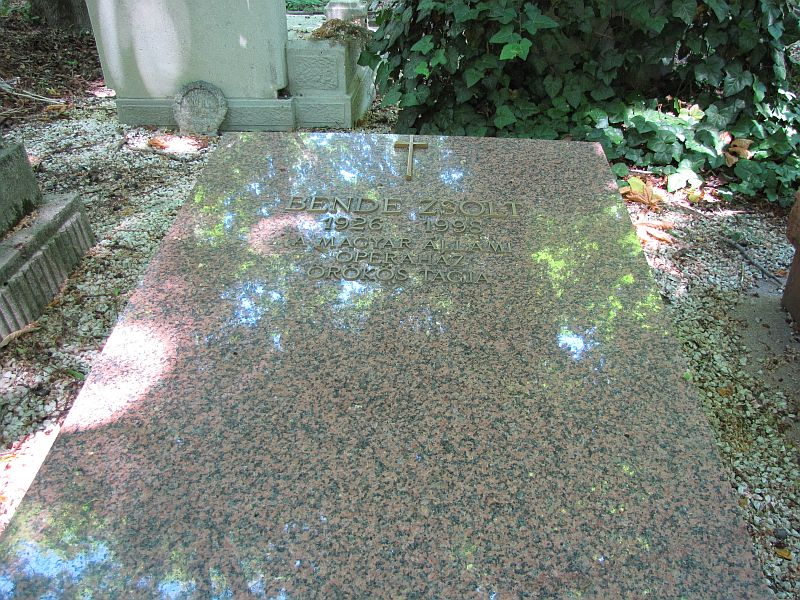
Bende Zsolt sírja a Farkasréti temetőben

- Pjotr Iljics Csajkovszkij: Anyegin – Anyegin
- Donizetti - Szerelmi bájital – Belcore
- Mozart: Così fan tutte – Guglielmo
- Mozart: Don Giovanni – Don Giovanni
- Mozart: A varázsfuvola – Papageno
- Petrovics Emil: Bűn és bűhődés – Razumihin
- Puccini: Pillangókisasszony – Sharpless
- Ránki György: Az ember tragédiája – Ádám
- Ránki György: Pomádé király új ruhája – Garda Roberto
- Rossini: A sevillai borbély – Figaro
- Szokolay Sándor: Hamlet – Horatio
- Verdi: Don Carlos – Posa márki
- Verdi: Traviata – Germont

## Magyar Rádió
- Kemény Egon - Ignácz Rózsa - Soós László - Ambrózy Ágoston: „Hatvani diákjai” (1955) Rádiódaljáték 2 részben. Szereplők: Hatvani professzor – Bessenyei Ferenc, Kerekes Máté – Simándy József, női főszerepben: Petress Zsuzsa, további szereplők: Mezey Mária, Tompa Sándor, Páloczi Horváth Ádám: Sinkovits Imre, Naszályossy - Zenthe Ferenc, Bende Zsolt, Horváth Tivadar, Kovács Károly, Hadics László, Gózon Gyula, Csákányi László, Dénes György és mások. Zenei rendező: Ruitner Sándor. Rendező: Molnár Mihály és Szécsi Ferenc. A Magyar Rádió (64 tagú) Szimfonikus Zenekarát Lehel György vezényelte, közreműködött a Földényi-kórus 40 tagú férfikara. 2019 - Kemény Egon kétszeres Erkel Ferenc-díjas zeneszerző halálának 50. évfordulója esztendejében CD-újdonságként jelentek meg a  "Hatvani diákjai" és a  "Komáromi farsang" című daljátékai eredeti rádió-hangfelvételeinek (1955, 1957) digitalizált (2019) dupla-albumai. kemenyegon.hu
- Kemény Egon - Békés István: „Szabad szívek” (1960) Regényes daljáték 2 részben.  Főszereplők:  Glória -  Sándor Judit/Bánki Zsuzsa  András - Bende Zsolt/Benkő Gyula